# 七阶魔方

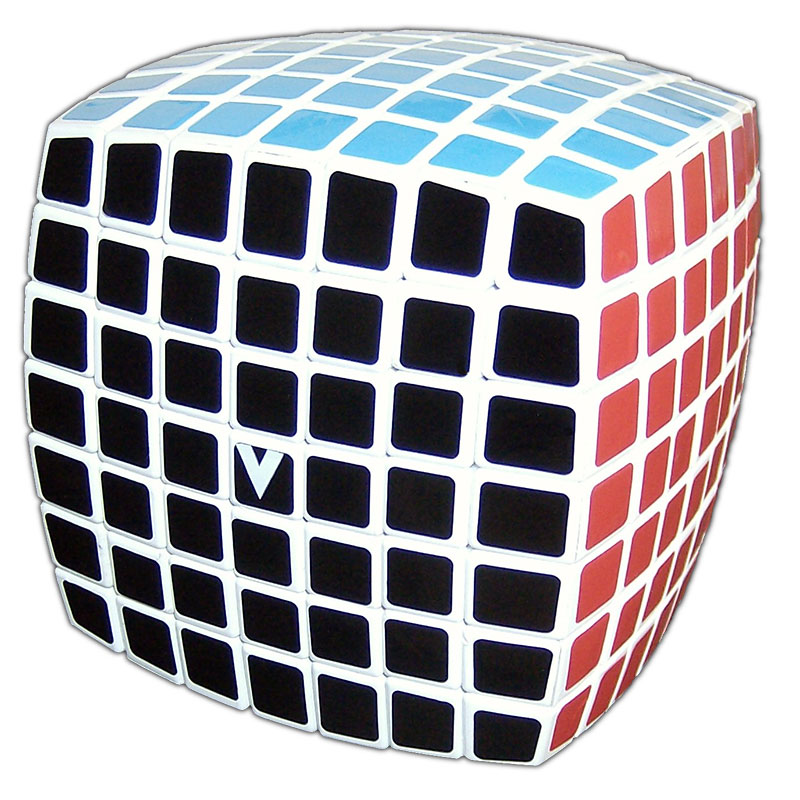
已復原的七階魔方

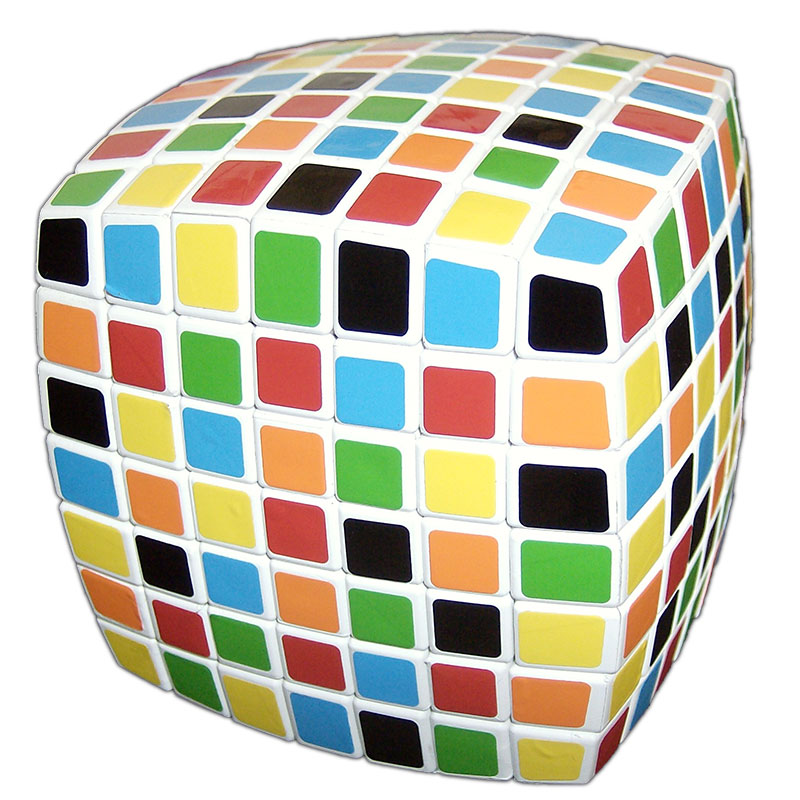
已打亂的七階魔方

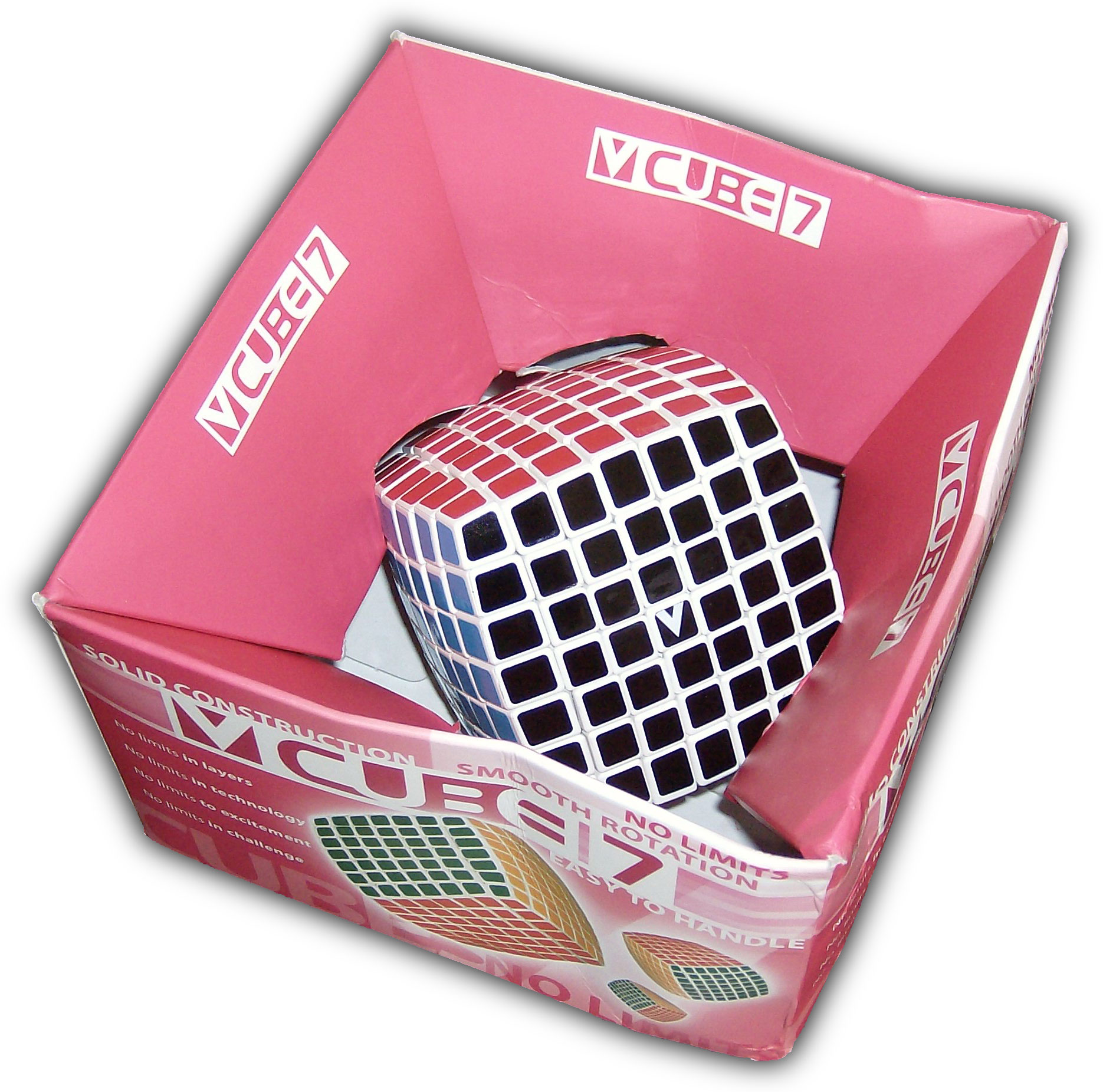
七階魔方由v-cube公司發售

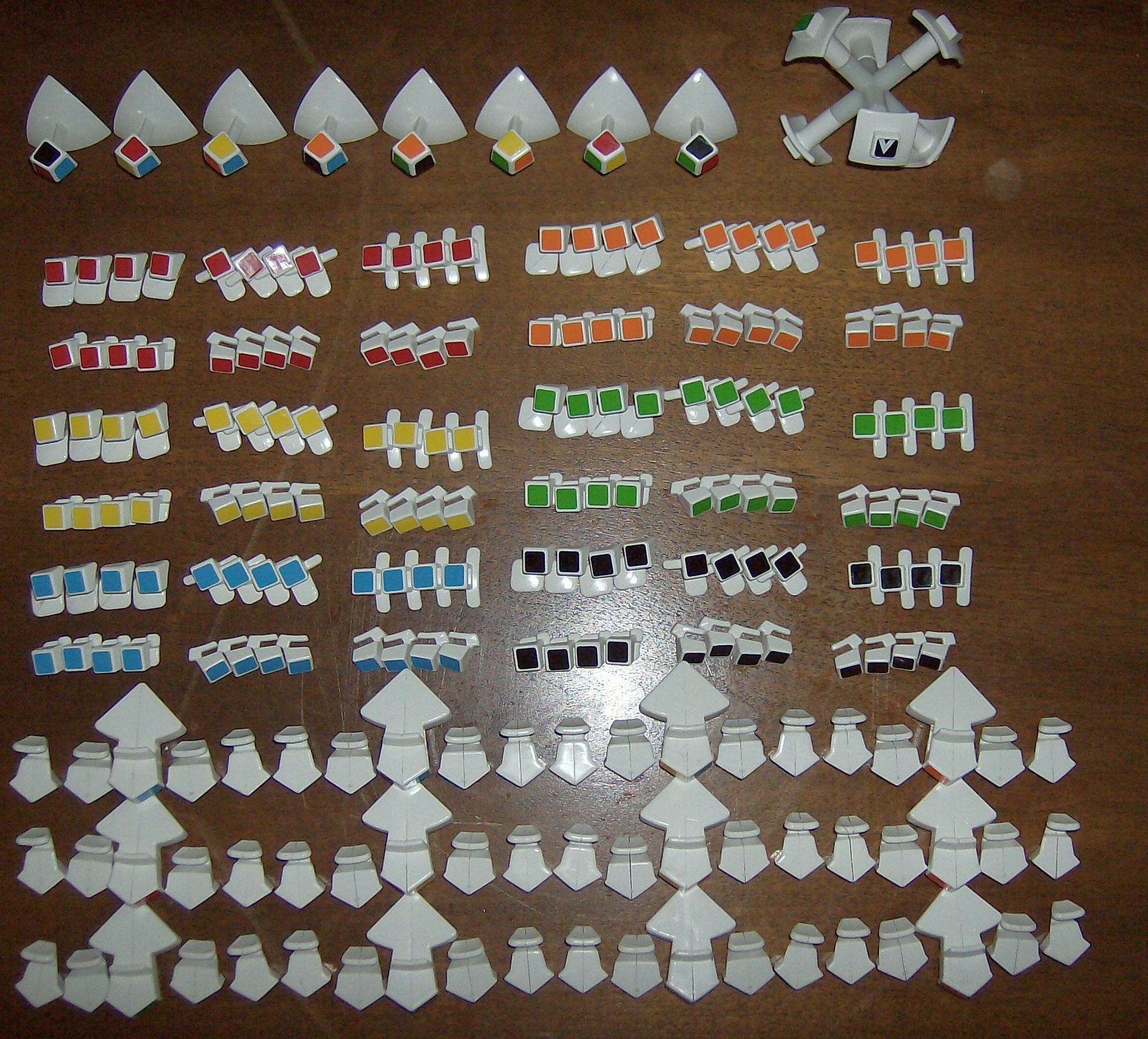
七階魔術方塊的零件

七階魔術方塊（英語：v-cube 7），為7×7×7立方體結構的魔方，可以用三階、四階、五階、六階的一部分解法來幫助復原。因為幾何上的限制，方塊表面通常呈圓弧形，若持續以每小塊大小都一樣的正方體設計，方塊的零件將無法固定而散開。七階魔術方塊已被v-cube公司生產並發售。

## 變化
七阶魔方有8個角塊，60個邊塊，150個中心塊(144塊可以移動，6塊固定)。七階魔方的總變化數為:
{\displaystyle {\frac {8!\times 3^{7}\times 12!\times 2^{10}\times 24!^{8}}{4!^{36}}}\approx 1.95\times 10^{160}}
即19 500 551 183 731 307 835 329 126 754 019 748 794 904 992 692 043 434 567 152 132 912 323 232 706 135 469 180 065 278 712 755 853 360 682 328 551 719 137 311 299 993 600 000 000 000 000 000 000 000 000 000 000 000種變化狀態。

## 解法

### 第一步
還原中心部份，共6面，每個面中心有25塊，6個面總計150塊。

### 第二步
完成每一條邊，共12條邊，每個邊由5塊組成，總計60塊。

### 第三步
完成6個面以及12個邊以後，此時7x7x7已經成為3x3x3的型態， 再按照3x3x3的方式復原就可以完成7x7x7。

## 圓弧狀設計

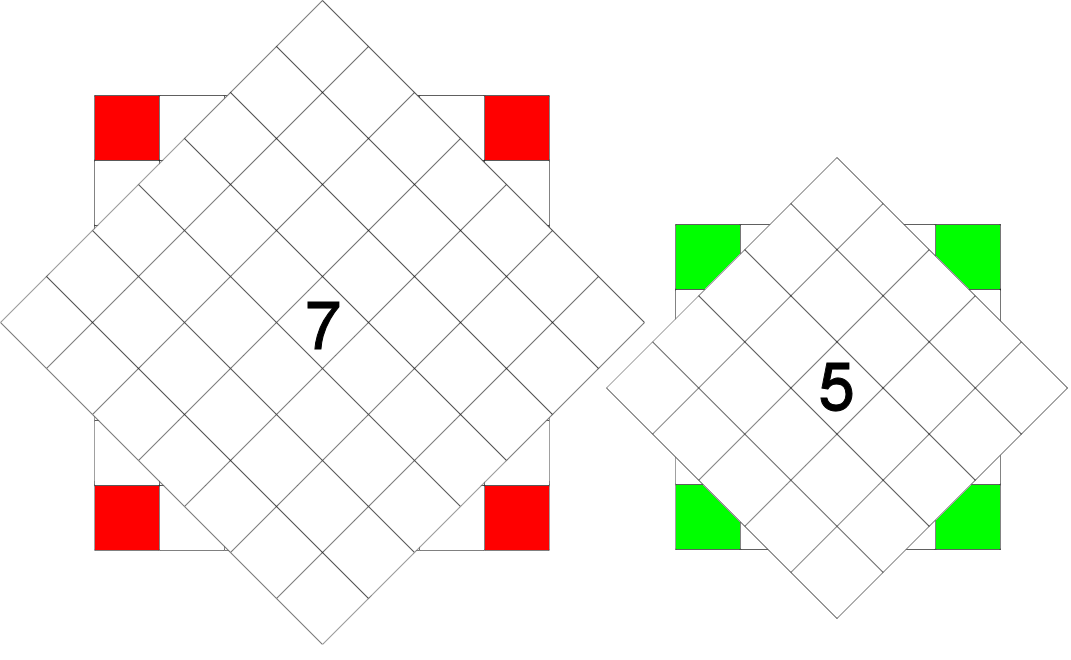
當七階魔方為方型時，旋轉45°時的情況

若七階魔方為標準的立方體，設魔方邊長為1，則旋轉軸到表面的最短距離為0.5（即邊長的一半）。
每小塊的邊長為{\displaystyle {\frac {1}{7}}}，旋轉軸距離邊上的方塊最短距離為：
{\displaystyle {\frac {1}{7}}\times {\frac {5}{2}}\times {\sqrt {2}}\approx 0.505>0.5}
也就是說當魔方旋轉45°時，邊上的方塊會脫落（不考慮更複雜的結構，例如磁鐵或吸盤）。
若將魔方做成圓弧狀，增加旋轉軸到表面的最短距離，即可解決上述問題。或把角塊和邊塊加大，也可解決此問題。

## 外部連結
- 七阶魔方v-cube还原方法教程+公式说明+java动画详解
- V-CUBE（页面存档备份，存于）